# Teodorico Borgognoni
Teodorico Borgognoni oder Theoderich von Lucca (auch: Thedericus (de Borgognonibus), Tederico dei Borgognoni, Theodoricus Cerviensis und Thiederik von Cervia); (* 1205 in Lucca; † 24. Dezember 1298 in Bologna) war ein Dominikaner, Bischof von Bitonto und Cervia und  ein erfinderischer mittelalterlicher Chirurg.
Als jüngster von vier Brüdern folgte er seinem Vater und Lehrer Ugo Borgognoni (Hugo von Lucca), einem Chirurgen, 1214 nach Bologna, wo er wohl schon in jungen Jahren in den dortigen Dominikanerkonvent eintrat. Wann Innozenz IV. ihn zum persönlichen Pönitentiar ernannte, ist nicht zu ermitteln. 1262 wurde er zum Bischof von Bitonto ernannt, hat aber sein Bistum wegen des Konflikts zwischen dem Papst und Manfred von Sizilien wohl nie betreten. Er scheint sich meist in Lucca aufgehalten zu haben. 1266 zum Bischof von Cervia ernannt, residierte Teodorico in Bologna, wo er umfangreichen Immobilienbesitz sein Eigen nannte.
Der erste Entwurf seiner Cyrurgia seu filia principis entstand in seiner Zeit als Pönitentiar und ist seinem Mitbruder Andreas Abalate, von 1248 bis 1276 Bischof von Valencia, gewidmet. 1266/1267 erfolgte eine Überarbeitung. Außerdem verfasste er einen Traktat zu Veterinärmedizin: Mulomedicina, in dem er Albertus Magnus, Publius Vegetius und den Oberhofmarschall Friedrichs II. Jordanus Ruffus mit seiner um 1250 verfassten Hippiatria als Vorlagen benutzte. Die Behandlung von Jagdfalken ist Thema des Traktats De cura accipitrum, mit den Wirkungen von Arsen befasst sich der Traktat De sublimatione arsenici.

## Wirken
Er lehrte, dass eine Eiterung für die Wundheilung nicht notwendig, sondern schädlich sei. Anstatt eine frische Wunde offen zu lassen, schloss er sie mit Nähten, um eine Vereiterung zu vermeiden. Er versuchte, die idealen Bedingungen für eine gute Wundheilung zu entdecken und stellte fest, dass sie aus einer Steuerung der Blutung, Beseitigen von verschmutztem oder nekrotischem Material und vorsichtiger Anwendung eines in Wein getränkten Wundverbandes bestehen.
Teodorico hatte das Lehrbuch des kalabresischen Chirurgen Bruno von Longoburgo (ein Schüler von Teodorico) ausgeschrieben, was der Arzt und Autor Jan Yperman aus Ypern publik machte („theodrijc screef uut brunen sinen boeken“). Teodorico wurde deshalb auch von Guy de Chauliac als Plagiator bezeichnet; möglicherweise weil er nicht Galenos’ Lehren befolgte.
Mit seinem Vater Hugo von Lucca, Wilhelm von Saliceto und Roland von Parma hatte Teodorico die Bologneser Chirurgenschule begründet.

## Schlafschwamm
Von der Salerner Schule der Medizin im späten 12. Jahrhundert und von Teodoricos Vater Ugo Borgognoni (Ugo von Lucca) wurde im 13. Jahrhundert der sogenannte Schlafschwamm verwendet.
Bei dieser seit dem 9. Jahrhundert belegten Betäubungsmethode wurde ein Schwamm in eine Lösung aus Opium, Alraune, geflecktem Schierling und anderen Substanzen getränkt und anschließend getrocknet und gelagert. Vor der Operation wurde er angefeuchtet und dem Patienten unter die Nase gehalten, um ihn zu betäuben.

## Schriften
- Cyrurgia Guidonis de Cauliaco et Cyrurgia Bruni, Theodorici, Rogerii, Rolandi, Bertapalie, Lanfranci. Bonetus Locatellus für Octavianus Scotus, Venedig 1498.
- The surgery of Theodoric. Translated from the Latin by Eldridge Campell and James Colton. 2 Bände. Appleton-Century-Crofts, New York 1955–1960.
- Theodoricus Cerviensis: Mulomedicina. Libri I–II. 2 Bände. Band 1: Einleitung und kritische Ausgabe, hg. von Lisa Sannicandro.  Hildesheim 2021. (siehe auch Weblinks)